# Hard Skin
Hard Skin est un groupe d'oi! britannique, originaire de Gipsy Hill, à Londres, en Angleterre.

## Biographie
Le groupe est formé en 1996 à Gipsy Hill, dans le sud de Londres. Leur premier album, Hard Nuts and Hard Cunts, publié la même année, s'est vendu à plus de 100 000 exemplaires. Le groupe comprend le bassiste Fat Bob (Sean Forbes de Wat Tyler), guitariste et le chanteur Johnny Takeaway (Ben Corrigan de Thatcher on Acid) et le batteur Nosher (Chris Acland du groupe Lush). Après la mort d'Acland, ce dernier est remplacé à la batterie par Nipper avec qui ils enregistrent et publient undeuxième album, Same Meat Different Gravy, en 2005 qui, comme son prédécesseur, est positivement accueilli dans les cercles punk et oi! malgré (ou peut-être en partie à cause) des tendances parodiques.
Les Hard Skin sont amateurs du Millwall FC, dont ils parlent dans la chanson The Boys In Blue. Leur troisième album, On the Balls, est publié en 2013, accompagné de l'album Why Do Birds Suddenly Appear qui comprend des versions alternées de ces chansons qui fait participer des chanteuses comme Joanna Newsom, Manda Rin, Miki Berenyi, Beth Jeans Houghton, Debbie Smith, Alela Diane, Alison Mosshart, Beki Bondage, Marion Herbain, Roxanne Clifford, et Liela Moss. L'album fait aussi participer Gaye Advert.

## Discographie
- 1996 : Hard Nuts and Hard Cunts (Broken Records) (OCLC 41341797))
- 2005 : Same Meat Different Gravy (TKO) (ASIN B000784WHC)
- 2013 : On the Balls (JT Classics)
- 2013 : Why Do Birds Suddenly Appear (JT Classics)

### Compilations and live
- 2002 : Live and Loud and Skinhead (Damaged Goods) (ASIN B000066HDZ)
- 2009 : Where the Fuckin Mic - live at the Grosvenor 2005 (Fat Punks Records) (HSKIN01)
- 2011 : We're the Fucking George (JT Classics)
- 2015 : We're the Fucking Business (JT Classics)